# ГЕС Пасу- Сан-Жуан
ГЕС Пасу-Сан-Жуан (порт. Usina Hidrelétrica Passo São João) — гідроелектростанція на південному сході Бразилії у штаті Ріу-Гранді-ду-Сул. Знаходячись після ГЕС São José, становить нижній ступінь каскаду на річці Іжуі (ліва притока Уругваю).
В межах проекту річку перекрили кам'яно-накидною греблею із глиняним ядром висотою 21 метр та довжиною 737 метрів, яка утримує водосховище з площею поверхні 20,6 км2. Зі сховища через правобережний масив проклали підвідний канал довжиною 310 метрів та шириною 40 метрів, на завершенні якого розташований машинний зал. Відпрацьована вода повертається у річку по відвідному каналу довжиною 440 метрів з шириною від 42 до 40 метрів, при цьому відстань по руслу річки між греблею та виходом відвідного каналу перевищує 4 км.
Основне обладнання станції становлять дві турбіни типу Каплан потужністю по 38,5 МВт, які працюють при напорі 29 метрів (при проектному рівні води у сховищі 128,3 метра НРМ та у нижньому б'єфі 99,3 метра НРМ).
Під час спорудження станції виконали екскавацію 792 тис. м3 (в тому числі 378 тис. м3 скельних порід), використали 110 тис. м3 бетону та 7,5 тис. тонн сталі.
Видача продукції відбувається по ЛЕП, розрахованій на роботу під напругою 69 кВ.
Заповнення водосховища почалось у 2011-му, а наступного року ГЕС ввели в експлуатацію. Вартість проекту становила майже 600 млн доларів США.